# 三直信
三直信（さんじきしん）とは、金光教における、金光教祖から直々に教えを受けた人々（直信）の中で、常に教祖一家と親しく交わり、金光教団の形成に貢献した三人の信者を特に呼ぶ敬称である。
年齢順に白神新一郎 (二代目)、近藤藤守、佐藤範雄の3人は、教祖存命時にほぼ同年代の青年で、この3名が金光教祖の亡き後、その息子である金光萩雄・金光宅吉と共に、合議し、役割分担して現在の金光教団の基礎を確立した。
この三人は、金光萩雄（二代金光大陣）が神社的な大本社としての存続を望んだのに対し、教祖の示した道はそうではなく、教祖存命時と変わらず、人ひとりひとりが取次者を介して神に相対できることが生神金光大神取次の道であると確信し、明治政府の公認という制限の下、金光教祖の教えを出来る限りありのまま次世代の為にと収集保存（金光大神言行録）し、信徒集団（講社結集）をまとめ、数多くの弟子を育て計画的に各地に派遣し、教祖伝記物語の公表（例としては、毎日新聞での「天地金の大神」連載）の支援など一般世間への認知につとめ、積極的に政府に働きかけ、明治大正期の金光教団を支えた。